# Kardos Albert
Kardos Albert, születési nevén Katz Albert (Récekeresztúr, 1861. december 26. – Göstling an der Ybbs, Ausztria, 1945. január 9.) zsidó származású magyar irodalomtörténész, Kardos Lajos és Kardos Pál irodalomtörténészek édesapja. Deportálták, koncentrációs táborban halt meg.

## Élete
Katz Sámuel gazdálkodó és Benedikt Johanna fia. A gimnáziumi osztályokat Hajdúszoboszlón és a Debreceni Református Kollégiumban végezte. 1880–84-ben a Budapesti Tudományegyetemen, majd egy évig a tanárképző gyakorló iskolában a tanári pályára készülvén, 1885-ben tanári s bölcseletdoktori oklevelet nyert. 1887-ben a szentesi községi gimnázium rendes tanárának választották meg; 1891-ben pedig a debreceni állami főreáliskolához nevezték ki rendes tanárrá, magyar-német-latin szakon, majd ugyanitt 1913–1922 között igazgató volt. Katz családi nevét 1884-ben változtatta Kardosra. A második világháború zsidóüldözései során deportálták, koncentrációs táborban halt meg. 

## Családja
Első felesége Szobotka Adolf és Glázer Mária lánya, Paulina (1871–1896) volt. 1897. augusztus 15-én Sövényházán nőül vette elhunyt felesége húgát, Malvinát (1874–?).
Gyermekei
- Kardos Lajos (1891–1919) középiskolai tanár. Felesége Hamvay Anna Mária tanárnő.
- Kardos Ferenc (Debrecen, 1892–?) építészmérnök. Felesége Keresztes (Klein) Lenke.
- Kardos Mária (Sövényháza, 1898–1950) tanárnő. Férje Láczer István.
- Kardos Pál (1900–1971) tanár, irodalomtörténész. Első felesége Weisz Klára Zsuzsanna (1905–1944), második felesége Gottesmann Dorottya (1913–?).
- Kardos Róza (1903–1942) orvosnő. Férje dr. Garzó (Grósz) András (1899–?) orvos.

## Művei

### Folyóiratcikkek
Cikkei a Nemzetben (1884. Egy irodalmi hamisítvány: Szilágyi és Hagymási tót nyelven, 1885. 296. sz. Boldogasszony ősvallásunk istenasszonya, 1886. 163. sz. Kisfaludy Sándor, 1772-1844.); a Budapesti Szemlében (1884. Fodori Katicza, népballada közlése); a Századokban (1884. Balassa Bálint és Losonczi Anna, és könyvism.); a Magyar Nyelvőrben (1885-1886. Régi nyelv, népnyelv, irodalmi nyelv, A göcseji nyelvjárás, a Magyar Tudományos Akadémia a Sámuel-díjjal jutalmazta sat.); az Egyet. Philolog. Közlönyben (1883. Körner Zrinyije és Szmolenszk ostroma, 1886. könyvism., 1888. Horatiusi ódából protestáns vallásos ének, 1894. Ludas Matyi a külföld népmeséiben, Miért oly gyarló középkori verselésünk? 1895. A székelyek Erdélyben és könyvism.); a Magyar Zsidó Szemlében (1885. Szombatos énekek, szombatos codexek, 1891. Zsidó mondák a magyar irodalomban, Bibliai nevek magyarsága, Bacher Vilmossal); a Magyar Salonban (1886. Kisfaludy Sándor szerelme); a Szentes és Vidékében (1889. 24. sz. Zsilinszky Mihály mint tudós); a Közoktatási Szemlében (1891. A magyar és latin nyelv viszonya a gymnasium I. osztályában); az Irodalomtörténeti Közleményekben (1891. Toldy XII. éneke, Erre észrevételek, Rontó Pál pikáró regény, A régi protestáns graduálokról); a Fővárosi Lapokban (1891. 265. sz. Széchényi Debreczenben, 1892. A XVI. század hitvitázói); a Magyar Paedagogiában (1892. A latin nyelv nemzeti hivatása); a Pesti Naplóban (1891. 140. sz. Balassa Bálint); a Politikai Heti Szemlében (1895. Irodalmi munkásság és közpálya); a Budapesti Hirlapban (1895. A Martinovics-összeesküvés és a magyar irodalom); az Egyetértésben (1895. 121. sz. Legújabb költészetünk); a Tanáregylet Közlönyében (1895. A magyar verstan a középiskolában).

### Könyvfejezetek
A  Beöthy Zsolt-féle Magyar Irodalomtörténetben írt nagyobb könyvfejezeteket. (I. A protestáns kor áttekintése 1526-1606., Vallásos irodalom: 1. Bibliafordítók, 2. Prédikátorok, 3. Polemikusok, Balassi Bálint, II. Debreczen írói és irodalmi élete, Kisfaludy Károly).

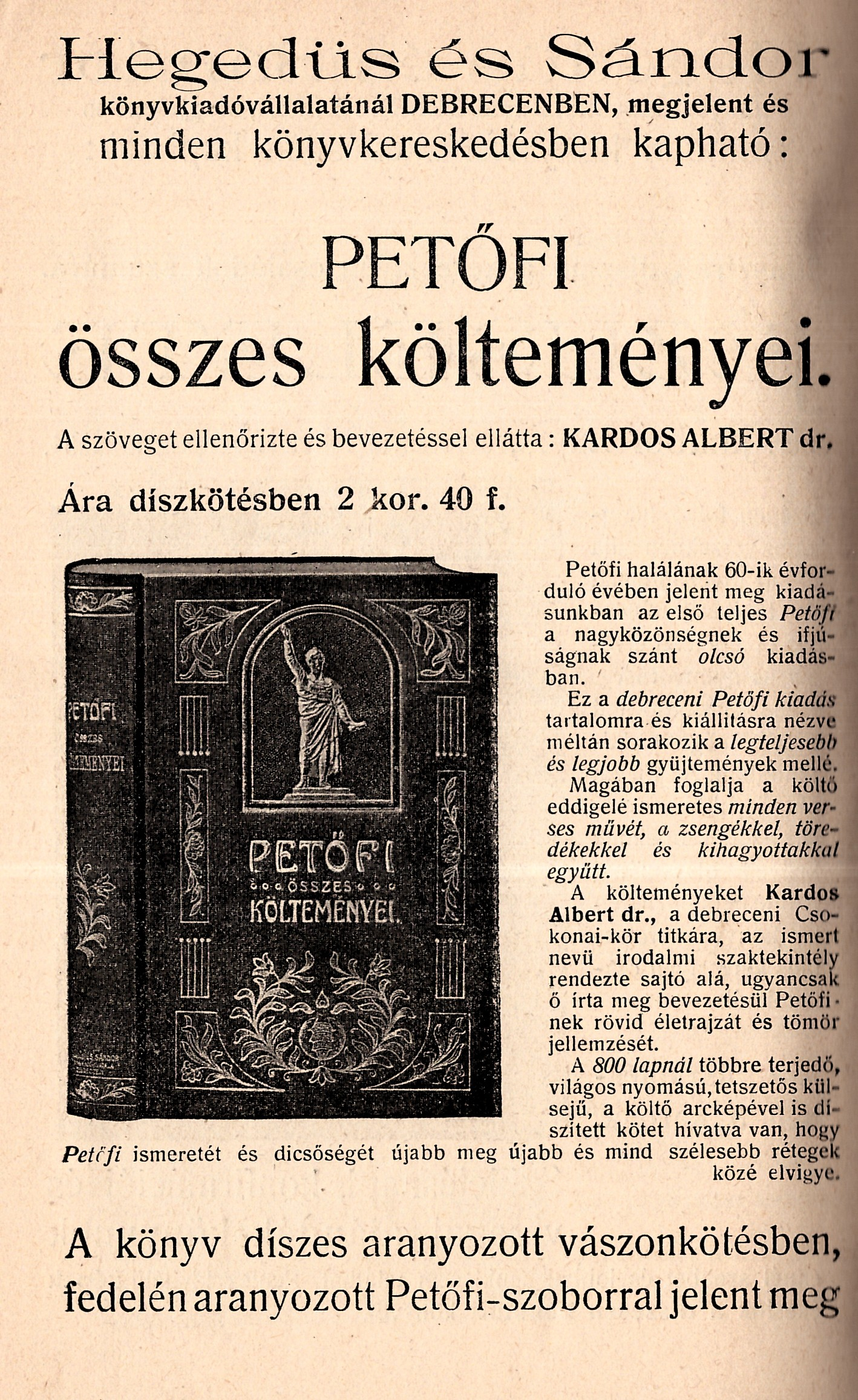
Petőfi Sándor összes költeményei Kardos Albert bevezetésével (korabeli hirdetés)

### Önálló művei
- A XVI. század magyar lyrai költészete. A budapesti egyetem bölcsészeti karától jutalmazott pályamunka. Budapest, 1883. (Ism. Koszorú).
- Szilágyi és Hajmási mondája a magyar költészetben. Budapest, 1885. (Különnyomat az Egyet. Philol. Közlönyből.)
- Israel népének története Jeruzsálem második pusztulásaig. Wellhausen J. után ford. Budapest, 1886. (Az Athenaeum Kézikönyvtára, Ism. Prot. Egyh. és Isk. Lap 43. sz.)
- Középiskoláink és a magyar Alföld. Szentes, 1890.
- A magyar Alföld a közművelődésért. Budapest, 1891.
- A magyar zsidóság nemzeti hivatása. Budapest, 1892.
- Debrecen tanügye. I. középfokú intézetek az 1891–2. iskolai évben. Debrecen, 1892. »Debreceni Ellenőr« könyvny.
- A magyar szépirodalom története a legrégibb időktől Kisfaludy Károlyig. Budapest, 1892. (Az Athenaeum Kézikönyvtára I. Ism. Századok, Irodalomtört. Közlemények, Egyet. Philol. Közlöny. Tanáregylet Közlönye, Budapesti Hirlap 146. sz. Fővár. Lapok 86. sz., Sárospataki Lapok 26. sz.)
- A mi harmincéves találkozónk. Emlékjegyzetek. Debrecen, 1910.
- Magyar irodalomtörténeti életrajzok. Debrecen, 1913.
- A magyar irodalom története 1900-ig. Budapest, 1913. (A Műveltség Könyvtára, Simonyi Zsigmonddal, Pintér Jenővel, Endrődi Sándorral és Ferenczi Zoltánnal közösen)
- Csokonai barátja, Nagy Gábor. Debrecen, 1940.
- Csokonai ószövetségi látomása. Debrecen, 1943.

### Más íróknak általa rendezett kiadásai
- A kurucvilág költészete. Szemelvények. Rendezte és bevetéssel ellátta: Kardos Albert. [Új nyomás.] 92 l., 1910-es évek
- Gróf Gvadányi József. A peleskei nótárius. Sajtó alá rendezte Kardos Albert. (108 l.), 1910-es évek
- Petőfi összes költeményei. 1910-es évek
- Petőfi Sándor. Legszebb harci költeményei. Összeszedte: Kardos Albert. Debrecen, 1914.